# Phoebolampta caeruleotergum
Phoebolampta caeruleotergum är en insektsart som beskrevs av Sam W. Heads 2008. Phoebolampta caeruleotergum ingår i släktet Phoebolampta och familjen vårtbitare. Inga underarter finns listade i Catalogue of Life.